# Сибагро
«Сибагро», ранее — «Сибирская аграрная группа», — российская компания, специализирующаяся на промышленном производстве свинины и мяса курицы. Штаб-квартира компании расположена в Томске (Кооперативный переулок, 2).

## История
2000 год — основателями компании приобретен контрольный пакет акций предприятия «Асинохлебопродукт» — комбикормового завода.
2000 год — на свинокомплекс «Томский» назначен директором Андрей Тютюшев (ныне председатель правления АО «Сибагро»).
2001 год — приобретено мясоперерабатывающее предприятие (город Томск, улица Старо-Деповская, 60).
2004 год — приобретено мясоперерабатывающее предприятие (город Томск, улица Нижне-Луговая, 16).
2007 год — начато строительство свинокомплекса «Уральский» в Свердловской области. В июле 2009 года начал выпуск первой продукции, в июне 2010 года вышел на полную мощность — 25 тыс. тонн мяса в год.
2008 год — приобретен мясоперерабатывающий комбинат в Кемерове. Компания в 1,5 раза увеличила мясоперерабатывающие мощности.
2011 год — приобретена птицефабрика «Томская». Производство мяса курицы в живом весе увеличилось с момента приобретения по состоянию на начало 2016 года в 4,8 раз, среднее поголовье цыплят-бройлеров — в 2,4 раза.
2011 год — начато строительство свинокомплекса в Бурятии. Запуск свинокомплекса «Восточно-Сибирского» состоялся в июле 2012 года. В августе 2013 года началась реализация свиней в живом весе.
2011 год — строительство второй очереди свинокомплекса «Уральский». Мощности предприятия были увеличены в 1,5 раза.
2013 год — начато строительство свинокомплекса «Красноярский» в Большемуртинском районе Красноярского края. В мае 2014 года начался завоз первых свиней. В 2016 году предприятие вышло на полные производственные мощности — 38 тысяч тонн в год свинины в живом весе (180 тысяч голов единовременного содержания). В 2018 году при свинокомплексе открыт фирменный магазин.
2016 год — начато строительство свинокомплекса «Тюменский» в Нижнетавдинском районе Тюменской области. Запуск предприятия состоялся в октябре 2017 года.
2016 год — свинокомплекс «Восточно-Сибирский» получил статус племенного завода.
2017 год — начаты регулярные экспортные поставки мяса свинины со свинокомплекса «Восточно-Сибирский» в Монголию. За 2018 год экспорт свинины составил 1200 тонн.
2018 год — начаты поставки субпродуктов во Вьетнам со свинокомплекса «Красноярский».
2018 год — приобретен мясокомбинат «Хороший вкус» (г. Екатеринбург).
2019 год — приобретены свинокомплексы «Чистогорский» и «Славино» в Кемеровской области. Поголовье составляет 200 тыс. голов, объёмы производства — 25 тыс. тонн свинины в год.
2019 год — приобретены свинокомплекс «Кудряшовский» и Кудряшовский мясокомбинат в Новосибирской области. Поголовье свинокомплекса составляет 240 тыс. голов, объём производства — 50 тыс. тонн свинины в год. Планируется увеличение объёмов производства на первой очереди свинокомплекса на 20 тыс. тонн свинины в год и завершение строительства третьей очереди свинокомплекса. Также ожидается введение нового мясоперерабатывающего комбината на базе «Кудряшовского» с возможностью производить 2 тысячи тонн колбасной продукции в месяц.
2020 год — компания начала ребрендинг и сменила название с «Сибирская аграрная группа» на «Сибагро».
2021 год — приобретены три растениеводческих предприятия в Красноярском крае и еще одно — в Кемеровской области, общая площадь добавленных сельскохозяйственных земель — 102 000 га, общая вместимость зернохранилищ — 275 000 тонн.
2021 год — приобретены активы белгородского агрохолдинга «Промагро»: три свинокомплекса производительностью 64,5 тыс. т свинины в живом весе в год, мясоперерабатывающий завод мощностью 113 тыс. т в год, комбикормовое производство (200 тыс. т в год) и 42 тыс. га сельхозземель.
2021 год — приобретен актив группы компаний «Глобал эко»  в Курской области. АО «Сибагро» победило в торгах по продаже производственного комплекса ООО «Щигры Главпродукт» в Курской области, включая земельные участки, здания и оборудование. Поголовье свинокомплекса составляет 77 000 свиней, объемы производства — 15 тыс. тонн мяса в год.
2021 год — АО «Сибагро» наращивает земельный фонд до 200 тыс. га, покупая в Кемеровской области растениеводческое хозяйство ООО «Вперед» с его зернохранилищем вместимостью 30 тыс. т и 13,5 тыс. га сельхозземель.
2022 год – приобретена Ясногорская птицефабрика в Кемеровской области. Предприятие стало подразделением птицефабрики «Томской» - используется для производства собственного инкубационного яйца.
2022 год — приостановлена модернизация первой очереди свинокомплекса в Криводановке (Новосибирская область) при инвестировании в начальный этап 500 млн руб.
2024 год — приобретен Богдановичский комбикормовый завод.

## Компания сегодня
В состав компании входят:

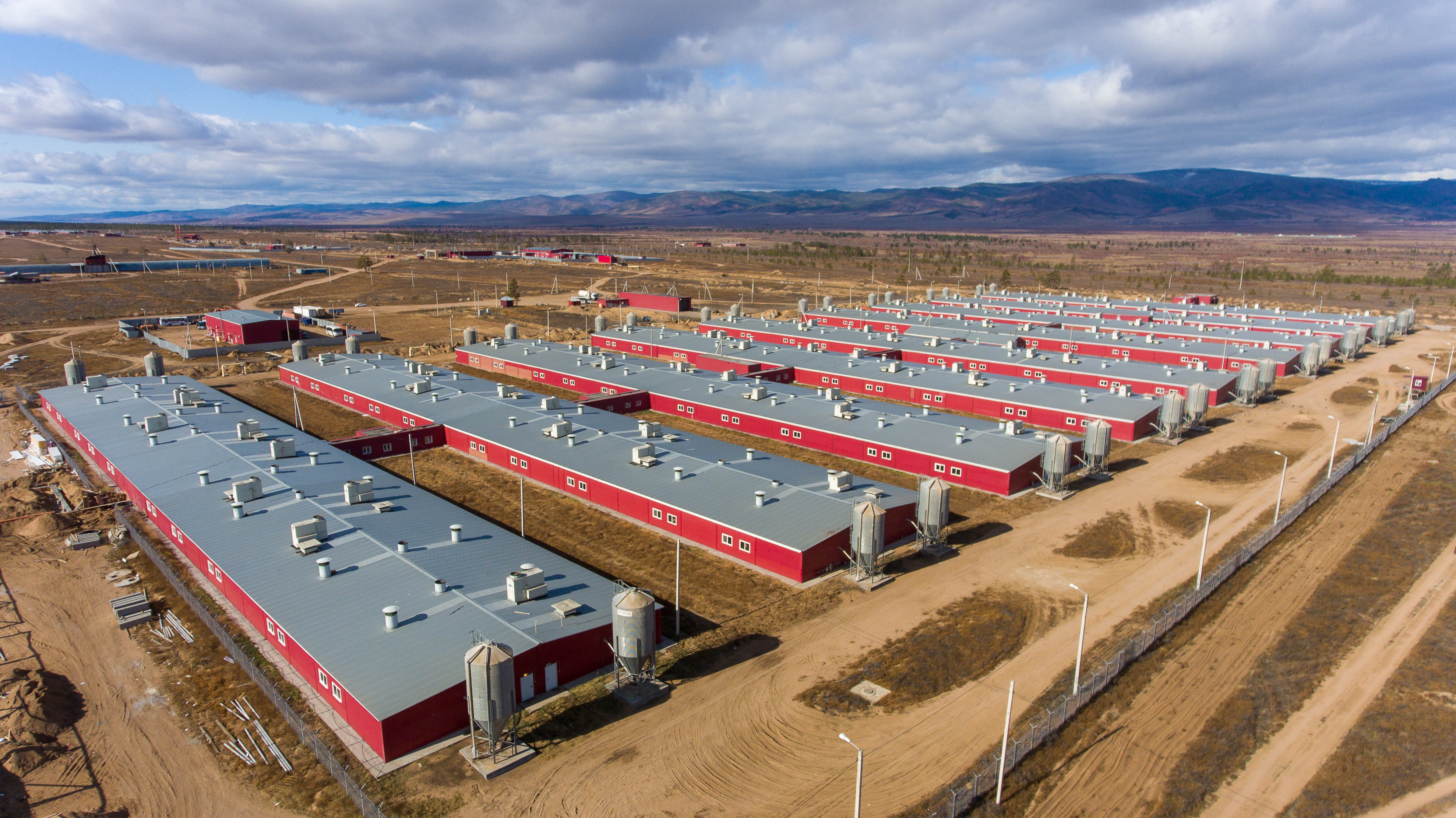
Свинокомплекс "Сибагро" в Бурятии.

- Восемь свиноводческих комплексов — в Томской, Кемеровской, Свердловской, Новосибирской, Белгородской и Курской областях, Красноярском крае, республике Бурятия, селекционно-генетический центр в Тюменской области. Общее поголовье в 2022 году - 1,5 млн. животных.
- Томская птицефабрика. Поголовье в 2022 г.: 1 млн. 880 тысяч голов птицы. Производство пищевого яйца — 107 млн штук в год, инкубационного яйца - 19,1 млн штук в год, мяса птицы - 39,7 тысяч тонн.
- Три мясоперерабатывающих завода в Томске, Екатеринбурге и Новосибирской области. Объём производства в 2022 г.: 86 800 тонн сырых полуфабрикатов, 30 000 тонн колбас и деликатесов, 7 500 тонн полуфабрикатов в год. С июня 2023 г. возобновлён выпуск продукции в Белгороде с общим объёмом 130 тыс. тонн свинины в год.
- Восемь растениеводческих подразделений площадью 411 тыс гектаров на май 2023 года в Красноярском крае, Тюменской, Томской, Кемеровской, Новосибирской, Свердловской, Курганской и Белгородской областях.

Всего на 2022 год в компании работает 14 000 сотрудников.
Компании принадлежит следующие торговые марки:
- «Сибагро»;
- «Мясная тема»;

В 2021 году компания  произвела 365,7 тыс. тонн свинины в живом весе, заняв 7,4% рынка. По данным Национального союза свиноводов, заняла второе место среди российских производителей свинины.
В 2022 году компания сохранила лидирующие позиции среди российских производителей свинины, заняв второе место в рейтинге Национального союза свиноводов. Общий объем производства составил 388 тыс. тонн свинины в живом весе.
По итогам 2022 года компания вошла в топ мировых производителей свинины по версии Genesus, крупнейшего предприятия в области селекции и генетики высокопородных свиней.
По итогам 2022 года компания вошла в рейтинг 10 крупнейших владельцев российских сельхозземель, став одним из лидеров по увеличению земельного банка.
«Сибагро» развивает аграрное направление с 2019 года. К 2022 году уборочная площадь увеличилась в 15 раз, валовой сбор агрокультур — в 24 раза, урожай превысил 500 тыс. тонн.
В 2023 году холдинг «Сибагро» также вошел в рейтинг крупнейших землевладельцев от BEFL, где занял 10 место (411 тыс га).
Также через входящую в состав холдинга компанию ООО «Аграрная группа-капитал «Сибагро» владеет рядом непрофильных активов. В 2019 году был куплен имущественный комплекс бывшей Сибирской карандашной фабрики. В марте 2021 года — недвижимость в центре Томска на 313 млн рублей, включая помещения в памятниках архитектуры регионального значения, а также здание площадью 2,9 тысячи квадратных метров, где ранее располагался первый современный кинотеатр города и камерный театр. Осенью 2021 года было куплено за 49,5 млн рублей здание ресторана «Славянский базар» — памятник архитектуры в центре Томска.
В 2024 году компания произвела 440,8 тыс. тонн свинины в живом весе, войдя в тройку лидеров крупнейших производителей свинины в России. 

## Происшествия
В октябре 2022 года в рамках расследования уголовных дел об экологических преступлениях был арестован Владимир Гавриленко — генеральный директор новосибирского АО «Кудряшовское», которое входит в «Сибагро». По версии следствия, в 2022 году руководитель компании для уменьшения производственных затрат дал указания сбрасывать сточные воды и жидкие отходы животноводства в приток реки Амба, а также на окружающую территорию и земли лесного фонда. Это загрязнило поверхностные и подземные воды, привело к отравлению, загрязнению и порче земли, причинило вред растительному миру, лесному хозяйству и окружающей среде.